# Rob van Olm
Rob van Olm (Delft, 1947) is een Rotterdamse schrijver, onderzoeksjournalist en documentairemaker.

## Levensloop
Van Olm is geboren in Delft. Op de Mo-lerarenopleiding behaalde hij de akte Nederlands M.O.-A, waarna hij in 1977 begon bij Wolters-Noordhoff als taalvaardigheidstrainer. Aldaar ontwikkelde hij voor het Nederlands Centrum Advies Training en Begeleiding (NCATB) taalcursussen voor medewerkers van gemeenten en bedrijven.
In 1984 stapte Van Olm over naar de VPRO-radio, waar hij tot 2002 werkte. Voor de VPRO-televisie maakte hij ook enige documentaires. Verder startte hij een eigen tekstbureau en schreef als journalist in diverse kranten en tijdschriften.
In de jaren 1980 begon hij met het schrijven van literatuur, en publiceerde achtereenvolgens een verhalenbundel, een novelle en een literair reisboek. Na nog enkele romans in de jaren 1990 en schreef hij onder het pseudoniem Spijker enkele thrillers. Tevens schreef hij enige journalistieke werken. Na enkele jaar verscheen er in 2023 een nieuwe roman Galerie Petar.

## Publicaties, een selectie
- Op de hoek van de Koningin verkopen ze heerlijk ijs, 1980.
- De kus op het hart, 1984.
- In de schaduw van het licht, 1990.
- Verloren dagen, 1996
- Recht al barste de wereld, Reina Prinsen Geerligs en de ondergang van CS-6. Schoorl, Uitgeverij Conserve, 1998. ISBN 9054290935[4]
- Coby, mijn zusje, 1999.
- Hotel New York, 2001.
- Het monster met de groene ogen, 2002.
- Faro, 2011[5].
- Penoze, 2011.
- Het Gevecht, 2012.[6]
- Bobbie & Dudu, 2015.
- De kraaien van Rochebloine, 2016.
- Verkopen ze kaaskoekje op Mars?, 2016.
- Dit gooi ik nooit weg, 2021
- Galerie Petar, 2023